# Thú Vương Đại Chiến
Thú Vương Đại Chiến (ZOIDS ゾイド ワイルド Zoido Wairudo), có tên tiếng Anh là Zoids Wild, là một series anime dựa trên mô hình nhựa Zoids được sản xuất bởi Takara Tomy. Đây là anime Zoids thứ 5. Nó là một phần trong việc tái khởi động đa phương tiện của thương hiệu này bao gồm một dòng đồ chơi mới, loạt truyện tranh và trò chơi điện tử dành cho Nintendo Switch chủ yếu nhắm đến các bé trai từ 10–12 tuổi.

## Phương tiện truyền thông

### Manga
Manga của series do Moricha sáng tác bắt đầu được đăng hàng tháng trên tạp chí CoroCoro Comic của Shogakukan từ tháng 4 năm 2018 đến tháng 5 năm 2019. Phần tiếp theo, cũng do Moricha sáng tác, bắt đầu được phát hành từ tháng 9 năm 2019 đến tháng 10 năm 2020.

### Anime
Zoids Wild (Thú Vương Đại Chiến) được phát sóng trên Mainichi Broadcasting System và Tokyo Broadcasting System từ ngày 7 tháng 7 năm 2018 đến ngày 29 tháng 6 năm 2019 cùng với các mạng khác. Anime lấy cảm hứng từ manga của Moricha, được sản xuất bởi OLM, do Norihiko Sudō đạo diễn và Mitsutaka Hirota viết kịch bản. Vào ngày 22 tháng 6 năm 2019, có thông báo rằng phim sẽ kết thúc vào ngày 29 tháng 6 năm 2019.
Phần thứ hai, mang tên Zoids Wild Zero (Thú Vương Đại Chiến 2) đã được công bố, có câu chuyện hoàn toàn mới với các nhân vật mới, do Takao Kato đạo diễn và Kenichi Araki viết kịch bản. Phần thứ hai được phát sóng từ ngày 4 tháng 10 năm 2019 đến ngày 16 tháng 10 năm 2020, trên TV Tokyo. Vào ngày 22 tháng 5 năm 2020, có thông báo rằng những tập tiếp theo sẽ bị trì hoãn do đại dịch COVID-19. Vào ngày 11 tháng 6 năm 2020, có thông báo anime sẽ trở lại vào ngày 19 tháng 6 năm 2020. 
Vào tháng 9 năm 2020, Zoids Wild Senki được công bố, một phim hoạt hình CGI được phát hành trên YouTube, trên các kênh YouTube của CoroCoro, Takara Tomy, bắt đầu từ ngày 17 tháng 10 năm 2020.